# Live in Niederösterreich
Live in Niederösterreich ist ein niederösterreichisches Kulturmagazin.

## Erscheinungsweise und Verlag
Die Zeitschrift „Live in Niederösterreich“ mit dem Untertitel „Österreichs größtes Kulturmagazin“ erscheint seit dem Jahr 2000 vierteljährlich in einer Auflage von 200.000 Exemplaren. Damit ist sie die größte österreichische Programmzeitschrift für Kultur. Die 29 cm große und 62 Seiten umfassende Zeitschrift wird in Kooperation von Kulturvernetzung Niederösterreich und der NÖN erstellt. Als Medieninhaber und Herausgeber tritt der Verlag Niederösterreichisches Pressehaus in St. Pölten auf, der auch für den Druck verantwortlich ist.

## Inhalt und Redaktion
„Live in Niederösterreich“ informiert über Theater, Festivals, Musik, Kino und Ausstellungen in Niederösterreich. Einige ausgewählte Veranstaltungen werden besonders hervorgehoben und ausführlich beschrieben. Redaktionsleiter ist Thomas Jorda.